# Klempau
Klempau es un municipio situado en el distrito del Ducado de Lauenburgo, en el estado federado de Schleswig-Holstein (Alemania). Tiene una población estimada, a mediados de 2024, de 610 habitantes.
Está ubicado cerca del río Elba, del canal Elba-Lübeck y de la ciudad de Hamburgo.